# John Svanberg
Johan Frithiof Isidor Svanberg, detto John (Stoccolma, 1º maggio 1881 – Brooklyn, 11 settembre 1957), è stato un mezzofondista e maratoneta svedese.

## Biografia
Nel 1906 prese parte ai Giochi olimpici intermedi vincendo due medaglie d'oro nelle 5 miglia e nella maratona. Due anni dopo, ai Giochi olimpici di Londra 1908, fu medaglia di bronzo nelle 5 miglia e arrivò ottavo nella maratona. Prese anche parte alla gara delle 3 miglia a squadre con Georg Peterson, Edward Dahl, Axel Wiegandt e Seth Landqvist, senza però qualificarsi per la finale.

## Palmarès
| Anno | Manifestazione            | Sede   | Evento             | Risultato     | Prestazione | Note                          |
| ---- | ------------------------- | ------ | ------------------ | ------------- | ----------- | ----------------------------- |
| 1906 | Giochi olimpici intermedi | Atene  | 5 miglia           | Argento       | 26'19"4     |                               |
| 1906 | Giochi olimpici intermedi | Atene  | Maratona           | Argento       | 2h58'20"8   | Miglior prestazione personale |
| 1908 | Giochi olimpici           | Londra | 5 miglia           | Bronzo        | 25'37"2     |                               |
| 1908 | Giochi olimpici           | Londra | Maratona           | 8º            | 3h07'50"8   |                               |
| 1908 | Giochi olimpici           | Londra | 3 miglia a squadre | elim. qualif. | n/d         |                               |